# ランパート・ストリート
ランパート・ストリート (Rampart Street)は、アメリカ合衆国ルイジアナ州ニューオーリンズの歴史的な通りの名称である。

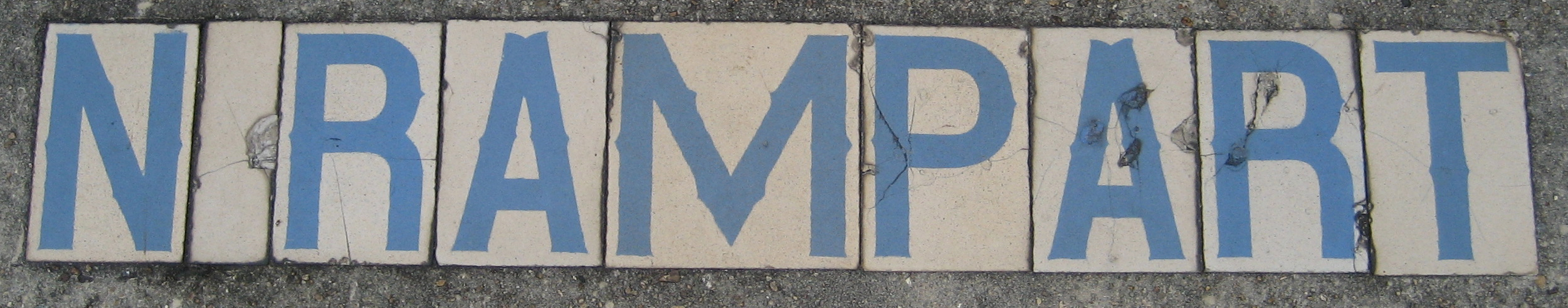
ノース・ランパート・ストリートの歩道の表示タイル。フォーバーグ・マリニー地域にて。

通りはミシシッピ川に並行する形で走っており、川の上流側の中心業務地区を出発点としている。カナル・ストリートを超えてからはフレンチ・クオーターの内陸側 (北側) の境界線となっている。
通りの名前"Rampart"(フランス語では"Rempart") は 「城壁」を意味するが、これはフランスの植民地時代初期に、都市を外敵から守るためにこの通りの北側に築かれた壁に由来する。現在、この通りのカナル・ストリートからセントクロード・アベニューの間は計4車線であり、樹木が植えられた中央分離帯が設置されている。カナル・ストリート、キャロンデレット・ストリートなどの通りと同様、ランパート・ストリートも昔を思い起こさせる古風な街灯を見ることができる。
エリジャン・フィールズ・アベニューを横切り、この通りはフォーバーグ・マリニー地域へ入る。セントクロード・アベニューと二股に分かれて、片側1車線となり住宅街を抜け、その先のバイウォーター地域へ入る。工業水路との接点で一度途切れるものの、水路の対岸のロウワー・ナインス・ワードで更に続いている。

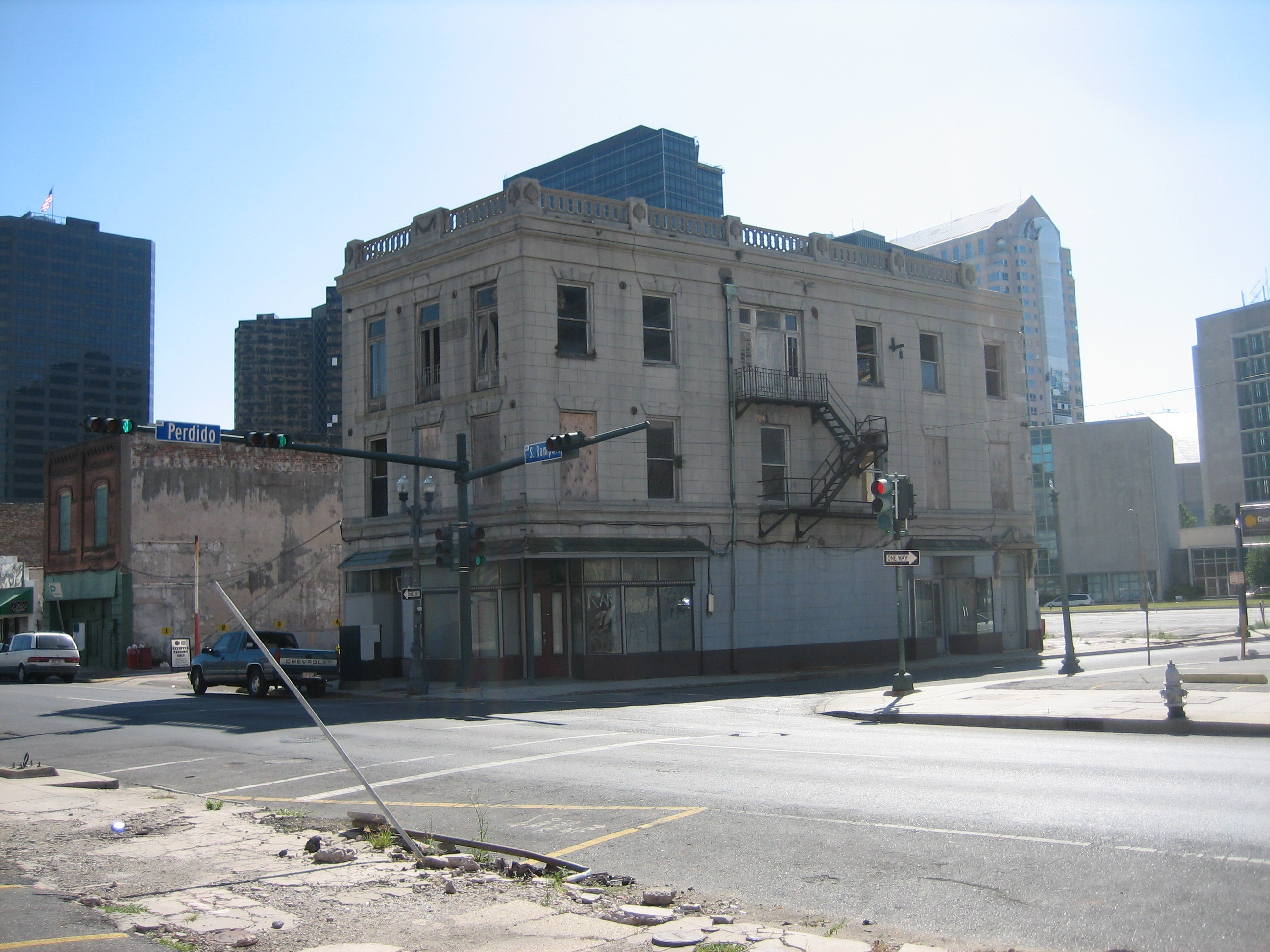
ジャズの歴史にその名を刻んだイーグル・ホールの建物

カナル・ストリートとの接点から見て川の下流側は「ノース・ランパート・ストリート」、上流側は「サウス・ランパート・ストリート」と称される。現在、通りの上流側はフェリシティー・ストリートを出発点としているが、19世紀にはアップタウンまで延びていた。現在はアップタウンの部分はダニール・ストリートと名称が変更されている。
20世紀初頭から中頃まで、ランパート・ストリートは上流側、下流側ともアフリカ系アメリカ人にとっての商業地域、エンターテインメント地域として重要な地位を占めていた。

## 見どころなど
ランパート・ストリート沿いの見どころ、名所などには下記がある：
- ルイ・アームストロング・パーク (Louis Armstrong Park) -- ジャズの発祥地と言われるコンゴ・スクウェアが園内にある。
- 聖母グアダルーペ教会 (Our Lady of Guadalupe Chapel) -- 1826年建設。教会の建物としては、ニューオーリンズ最古
- 主イエス・センター (The Center of Jesus the Lord) -- 1895年建設
- 聖マルコ連合メソジスト教会 (St. Mark's United Methodist Church) -- 1924年建設
- イーグル・サルーン&オッドフェローズ・ホール (Eagle Saloon & Oddfellows Hall) -- 19世紀の建築物で、初期のジャズの歴史において有名なイーグル・バンドの拠点であった。同バンドでは、バディ・ボールデン、フレディ・ケパード、バディ・ペティ、ルイ・アームストロングなど、ジャズの大物たちがプレイした。
- イロコイ・シアター (Iroquois Theater) -- 20世紀初頭にクラレンス・ウィリアムズが経営していたアフリカ系アメリカ人の映画劇場、兼ヴォードヴィル・ハウス
- ステート・パレス・シアター (The State Palace Theater) --  旧ロウズ・ステート・シアター (Loew's State Theatre)
- センガー・シアター (The Saenger Theatre)
- J&Mミュージック・ストア (The J & M Music Store) -- かつてコズィモ・マタッサによる名作レコーディングの数々がここでなされた。
- WWL -- 地元テレビ局 (Ch. 4)のスタジオ (元7-UPの瓶詰め工場)

## 楽曲
ランパート・ストリートは、"South Rampart Street Parade"、"I've Got the Blues for Rampart Street"、"Saturday Night Fish Fry"などの曲にも歌われている。